# ЗИС-112
ЗИС-112 — спортивный автомобиль завода имени Лихачёва, появившийся в 1951 году и претерпевший несколько модификаций. С 1956 года был переименован в ЗИЛ-112. Ввиду характерной формы передка неофициально именовался как «одноглазка» или «циклоп». С учётом наработок в ЗИЛ-112 в 1961 году был создан ЗИЛ-112С с другим кузовом.
Легендарный ЗИС-112 стал первым советским специально разработанным спортивным автомобилем большого класса, придя на смену незначительно модифицированным для гонок ЗИС-101А-Спорт и родстерам на базе ЗИС-102 и ЗИС-110. ЗИС-112 также стал одним из первых советских автомобилей со стеклопластиковым кузовом (в модификациях после первой) и с футуристическим авангардистским внешним видом. Кузов в духе американского «автомобиля-мечты» — прототипа «Бьюик-Ле Сейбр» — разработан дизайнером Валентином Ростковым.
Двухместный двухдверный почти шестиметровый металлический кузов-родстер 2,5-тонного автомобиля первой модификации имел единственную фару на круглой облицовке радиатора с соответствующей формой сходящегося капота. Над салоном родстера был установлен металлический съёмный верх-колпак. Окраска была в белом и синем цветах, ставших традиционными для заводской команды. Гонки с ЗИС-112 проводились сначала как линейные на Минском шоссе, затем на кольцевой трассе в Минске. Первоначально на автомобиле был использован серийный 140-сильный восьмицилиндровый двигатель ЗИС-110, однако вскоре его сменил разработанный группой конструкторов Василия Родионова экспериментальный двигатель с верхними впускными и нижними выпускными клапанами мощностью 180 л. с., что позволило автомобилю иметь максимальную скорость около 200 км/ч. Затем автомобиль укоротили на 60 см и за счёт соответствующего снижения массы на полтонны и изменения трансмиссии скорость подняли до 210 км/ч.
В 1956 году построили вторую модификацию автомобиля с условным названием ЗИЛ-112/2 со стеклопластиковым кузовом того же дизайна и стоеклопластиковым же колпаком. Форсированный, с четырьмя карбюраторами двигатель ЗИС-110 мощностью 170 л. с. обеспечил радикально облегчённому автомобилю скорость более 230 км/ч.
Также в 1956 году был создан автомобиль условного названия ЗИЛ-112/3 с теми же агрегатами, но изменённым дизайном кузова в духе «Кадиллака» и прототипа «Москва» будущего ЗИЛ-111.
В 1957 году появились два новых автомобиля ЗИЛ-112/4 и ЗИЛ-112/5 базового дизайна с созданными на основе V-образного восьмицилиндрового двигателя ЗИЛ-111 моторами мощностью 200—220 л. с. с четырьмя и восемью карбюраторами. На имевших максимальную скорость около 250 км/ч этих машинах в течение последующих лет было выиграно много призов в чемпионатах СССР.
Из пяти изготовленных экземпляров разных модификаций ЗИЛ-112 ни один не сохранился.

## В игровой и сувенирной индустрии
Масштабная (1:43) модель ЗИЛ-112 в вариантах с и без съёмным колпаком производится фирмой DiP Models, а ранее мелкосерийно производилась фирмой АГД.